# Henryk Gruth
Temple de la renommée de l'IIHF : 2006
Henryk Gruth (né le 2 septembre 1957 à Ruda Śląska dans la voïvodie de Silésie en Pologne) est un joueur polonais de hockey sur glace évoluant en qualité de défenseur. Il est l’un des plus grands joueurs de toute l’histoire du hockey polonais. Capitaine de l’équipe nationale de 1982 à 1994, il participe à quatre reprises aux Jeux olympiques d'hiver : Lake Placid (1980), Sarajevo (1984), Calgary (1988) et Albertville (1992). Il est l’auteur de 248 réalisations ce qui constitue un record d’équipe, et marquant 54 buts.

## Carrière de joueur
Gruth a joué dans le championnat polonais pour le GKS Katowice et le GKS Tychy. Il a passé une saison dans le championnat suisse avec les ZSC Lions, où il a marqué sept buts et réalisé dix-neuf passes.
Durant ses 22 saisons passées dans l’Ekstraklasa polonaise, il a joué 628 matchs (4e place dans le classement de tous les temps), marquant 134 buts. Entre 1983 et 1988, il reçoit la « crosse d'or » qui est une récompense donnée au meilleur joueur de hockey du pays.
En ce qui concerne l’équipe nationale, Henryk Gruth l’intègre en 1974. Il participe à quatre Jeux olympiques, bien qu’il soit sélectionné pour cinq. En effet, ses premiers Jeux auraient dû être ceux de 1976. Mais une entorse au genou, en jouant au basket-ball le prive au dernier moment du voyage à Innsbruck. Gruth n’a que 19 ans, et est le plus jeune joueur de l’équipe olympique. Il lui faut attendre 1980 et les Jeux à Lake Placid, pour goûter à l’expérience olympique.
Lors du championnat du monde de 1976 qui a lieu à Katowice, en Pologne, il est impossible d’ignorer la date du 8 avril, où la Pologne bat l’Union soviétique 06 à 04.

## Carrière d'entraineur
Après sa retraite de joueur, Gruth commence une carrière d’entraineur. Durant la période 1994-1996, il est l’adjoint de Vladimir Safonov, qui entraine l’équipe nationale polonaise.
En 1996, Gruth part en Allemagne et devient l’entraineur du EHC Salzgitter évoluant en deuxième division du championnat allemand. En 1997, il se rend en Suisse, en tant qu’entraineur-chef des ZSC Lions pour pallier le poste vacant à la suite de la « rétrogradation » de l’entraîneur-chef Christian Weber resté comme assistant de Beat Lautenschlager à la tête des GCK Lions de la LNB.

## Trophées et honneurs personnels
En 2006 Gruth est admis au Temple de la renommée de l’IIHF, à Toronto, dans la catégorie joueur. C’est le premier et le seul polonais à ce jour, à y être entré. Le titre lui est décerné lors du championnat du monde 2006 à Riga, en Lettonie.

## Statistiques

### En club
| Saison  | Équipe    | Ligue       |    | Saison régulière | Saison régulière | Saison régulière | Saison régulière | Saison régulière |   | Séries éliminatoires | Séries éliminatoires | Séries éliminatoires | Séries éliminatoires | Séries éliminatoires |
| Saison  | Équipe    | Ligue       | PJ | B                | A                | Pts              | Pun              | PJ               | B | A                    | Pts                  | Pun                  |                      |                      |
| 1986-87 | GKS Tychy | Ekstraklasa |    |                  |                  |                  |                  | -                | - | -                    | -                    | -                    |                      |                      |
| 1977-88 |           |             |    |                  |                  |                  |                  | -                | - | -                    | -                    | -                    |                      |                      |
| 1989-90 | ZSC Lions | LNA         |    | 7                | 19               | 26               |                  |                  |   |                      |                      |                      |                      |                      |
| 1991-92 | GKS Tychy | Ekstraklasa |    |                  |                  |                  |                  |                  |   |                      |                      |                      |                      |                      |

### En équipe de Pologne
Henryk Gruth intègre l’équipe nationale dès 1974, mais les statistiques disponibles le concernant le sont qu’à partir des années 1980.
| Année | Équipe  | Compétition |   | PJ | B | A | Pts | Pun                       |  | Résultat |
| 1980  | Pologne | JO          |   |    |   |   |     | 7e au classement général  |  |          |
| 1984  | Pologne | JO          |   |    |   |   |     | 8e au classement général  |  |          |
| 1987  | Pologne | CM          | 7 | 2  | 4 | 6 | 2   | 9e au classement général  |  |          |
| 1988  | Pologne | JO          |   |    |   |   |     | 10e au classement général |  |          |
| 1990  | Pologne | CM          | 7 | 0  | 1 | 1 | 4   | 14e au classement général |  |          |
| 1991  | Pologne | CM          | 7 | 0  | 0 | 0 | 0   | 12e au classement général |  |          |
| 1992  | Pologne | JO          | 6 | 0  | 1 | 1 | 0   | 11e au classement général |  |          |
| 1992  | Pologne | CM          | 6 | 1  | 0 | 1 | 14  | 12e au classement général |  |          |
| 1993  | Pologne | CM          | 7 | 0  | 3 | 3 | 2   | 14e au classement général |  |          |

### Reconversion
Gruth est actuellement dans l’organisation des ZSC Lions. Il officie en tant que chef de formation des juniors. Le contrat de Henryk Gruth arrivera à son terme à la fin de la saison 2014-2015.
| Saison    | Équipe            | Ligue       | Poste                         | Note                    |
| 2003-2004 | ZSC               | NLA         | Entraineur assistant          |                         |
| 2004-2005 | ZSC               | NLA         | Entraineur assistant          |                         |
| 2005-2006 | ZSC               | NLA         | Entraineur assistant          |                         |
| 2010-2011 | ZSC               | NLA         | Entraineur assistant          |                         |
| 2010-2011 | ZSC               | NLA         | Chef de formation des juniors |                         |
| 2010-2011 | GCK/ZSC Lions U20 | Élite Jr. A | Entraineur-chef               | Remporte le championnat |
| 2011-2012 | ZSC               | NLA         | Chef de formation des juniors |                         |
| 2011-2012 | GCK/ZSC Lions U20 | Élite Jr. A | Entraineur-chef               |                         |